# 塔吉克斯坦共产党
塔吉克斯坦共产党（羅馬化：Hizbi Kommunistiyi Tojikiston，羅馬化：Kommunističeskaja partija Tadžikistana），简称塔共（КПТ），是塔吉克斯坦的一个共产主义政党。

## 历史
1924年12月6日，乌兹别克斯坦共产党中央委员会塔吉克苏维埃社会主义自治共和国组织局成立。1929年，塔吉克斯坦共产党（布尔什维克）成立，作为全联盟共产党（布尔什维克）在塔吉克苏维埃社会主义共和国的分支。1952年10月，随着全联盟共产党（布尔什维克）改名为苏联共产党，该党也相应改名为塔吉克斯坦共产党。
1991年八一九事件后，苏联总统米哈伊尔·戈尔巴乔夫宣布停止苏共活动，塔共中央立即召开非常全会，宣布退出苏共；9月9日，塔吉克斯坦宣布独立；9月21日，该党再次召开非常全会，决定改名为塔吉克斯坦社会党，以规避当局禁止共产党活动的法令；11月24日，该党成员拉赫蒙·纳比耶夫在首次塔吉克斯坦总统选举中当选为塔吉克斯坦总统；12月，塔吉克斯坦政府解除禁止共产党活动的法令。1992年1月19日，该党复名为塔吉克斯坦共产党。
在塔吉克斯坦内战期间，该党支持塔吉克斯坦政府和塔吉克斯坦人民阵线。1992年9月7日，由于国内局势动荡，纳比耶夫总统在巨大的压力下被迫辞职；随后，塔吉克斯坦的政体由总统制改为议会制；11月20日，埃莫马利·拉赫莫诺夫主要借助该党的力量成为塔吉克斯坦最高议会主席，从此成为塔吉克斯坦的最高领导人。1994年，塔吉克斯坦重新实行总统制；11月16日，拉赫莫诺夫在1994年塔吉克斯坦总统选举中当选塔吉克斯坦总统；12月10日，亲总统势力建立塔吉克斯坦人民民主党。1995年下半年以后，拉赫莫诺夫当局为与武装反对派议和，以及迫于国际社会的各种压力，开始逐渐疏远塔共。1998年5月，拉赫莫诺夫总统签署命令，没收塔共的财产。在2000年塔吉克斯坦议会选举后，该党的第一大党地位被塔吉克斯坦人民民主党取代。目前，该党的支持者主要是退休人员。

## 历任领袖
- 1929年11月—1930年2月，称中央委员会执行书记：

1. 希林绍·绍捷穆尔（1929年11月25日—1930年2月10日）

- 1930年2月10日后，称中央委员会第一书记：

1. 米尔扎-达乌德·侯赛因诺夫（1930年2月10日—1933年12月25日）
2. 格里戈里·布罗伊多（1933年12月25日—1935年1月3日）
3. 苏伦·沙敦兹（1935年1月3日—1937年1月16日）
4. 乌鲁姆巴伊·阿舒罗夫（1937年1月16日—1937年10月4日）
5. 德米特里·普罗托波波夫（1937年10月4日—1946年6月5日）
6. 博博占·加富罗夫（1946年6月5日—1956年5月24日）
7. 图尔松·乌利贾巴耶夫（1956年5月24日—1961年4月12日）
8. 贾巴尔·拉苏洛夫（1961年4月12日—1982年4月4日）
9. 拉赫蒙·纳比耶夫（1982年4月4日—1985年12月14日）
10. 卡哈尔·马赫卡莫夫（1985年12月14日—1991年9月4日）

- 1991年9月4日后，称中央委员会主席：

1. 绍迪·沙勃多洛夫（英语：Shodi Shabdolov）（1991年9月4日—2016年7月2日）
2. 伊斯莫伊尔·塔尔巴科夫（英语：Ismoil Talbakov）（2016年7月2日—12月17日）
3. 米尔佐阿齐姆·纳西莫夫（代理，2016年12月17日—2017年4月22日）
4. 米罗季·阿卜杜罗耶夫（2017年4月22日至今）

## 选举结果

### 总统选举
| 年份   | 候选人                | 得票数    | 得票率 | 结果 |
| ------ | --------------------- | --------- | ------ | ---- |
| 1991年 | 拉赫蒙·纳比耶夫       | 1,321,189 | 60.4%  | 当选 |
| 2006年 | 伊斯莫伊尔·塔尔巴科夫 | 159,493   | 5.2%   | 落选 |
| 2013年 | 伊斯莫伊尔·塔尔巴科夫 | 181,675   | 5.04%  | 落选 |
| 2020年 | 米罗季·阿卜杜罗耶夫   | 49,535    | 1.18%  | 落选 |

### 代表会议选举
| 年份   | 领袖                | 得票数  | 得票率 | 赢得席位 | 增减 | 排名 | 结果   |
| ------ | ------------------- | ------- | ------ | -------- | ---- | ---- | ------ |
| 1995年 | 绍迪·沙勃多洛夫     |         | 33.1%  | 60 / 181 |      | ▲ 1  | 多数   |
| 2000年 | 绍迪·沙勃多洛夫     | 547,076 | 20.39% | 13 / 63  | ▼ 47 | ▼ 2  | 反对派 |
| 2005年 | 绍迪·沙勃多洛夫     | 533,066 | 20.63% | 4 / 63   | ▼ 9  | ━ 2  | 反对派 |
| 2010年 | 绍迪·沙勃多洛夫     | 229,080 | 7.01%  | 2 / 63   | ▼ 2  | ▼ 3  | 反对派 |
| 2015年 | 绍迪·沙勃多洛夫     | 86,060  | 2.32%  | 2 / 63   | ━ 0  | ▼ 5  | 反对派 |
| 2020年 | 米罗季·阿卜杜罗耶夫 | 132,049 | 3.11%  | 2 / 63   | ━ 0  | ▼ 6  | 反对派 |
| 2025年 | 米罗季·阿卜杜罗耶夫 | 89,738  | 1.93%  | 0 / 63   | ▼ 2  | ━ 6  | 议会外 |